# Shinsengumi
La Shinsengumi (新選組 o 新撰組? lett. "Nuova squadra scelta") fu uno speciale corpo di polizia istituito durante lo shogunato Tokugawa al fine di contrastare i sostenitori dell'Imperatore del Giappone.

Vessillo usato dalla Shinsengumi raffigurante l'ideogramma "fedeltà" (誠)

## Storia
Il corpo speciale della Shinsengumi nasce poco dopo la forzata apertura agli scambi commerciali del Giappone imposta dal commodoro americano Matthew Perry nel 1853. A seguito della Convenzione di Kanagawa, il paese si trovò diviso tra chi traeva vantaggio dall'apertura degli scambi, sebbene questi finissero per giovare solo alle potenze occidentali (trattati diseguali), e chi osteggiava la fine del sakoku e combatteva la penetrazione del commercio straniero.
Nacquero così numerosi partiti politici e scuole di pensiero, ognuna delle quali cercava di aiutare il paese ad uscire dal caos che si era creato. Una delle scuole di pensiero più famose fu quella di sonnō jōi (尊王攘夷?), esistente già prima dell'arrivo di Matthew Perry, la quale metteva in dubbio i poteri dello Shogun per sostenere e ripristinare quelli dell'Imperatore, il motto ed il nome stesso della scuola recitava infatti "onore all'Imperatore, espellere i barbari".
I sostenitori più radicali del pensiero sonnō jōi iniziarono a commettere omicidi e atti di violenza nell'area di Kyoto, l'allora capitale imperiale. Lo shogunato Tokugawa quindi, costituì nel 1863 un gruppo per contrastare e contenere i sostenitori radicali dell'imperatore, il Roshigumi (浪士組?). Il gruppo, originariamente di 234 unità era costituito principalmente da samurai senza padrone, i Rōnin (浪人?) che avevano inoltre l'incarico di scortare e proteggere il 14º shogun, Tokugawa Iemochi, che si preparava ad entrare a Kyoto. Di questi 234 Rōnin 30 furono selezionati per diventare membri del "nuovo corpo scelto", chiamato appunto Shinsengumi.
I membri di questo nuovo corpo furono inizialmente etichettati col nomignolo di Miburō (壬生浪?), cioè "Rōnin di Mibu" (Mibu era il nome del sobborgo centrale di Kyoto in cui la Shinsengumi prestava servizio). Col passare del tempo però la reputazione del corpo divenne sempre più scadente, tanto da cambiare il nomignolo da "Rōnin di Mibu" a "Lupi di Mibu" (壬生狼?) pronunciato allo stesso modo del precedente.
I principali comandanti del corpo furono Kamo Serigawa, Isami Kondō e Nishiki Niimi. Il corpo stesso era composto da tre squadre principali, di Serigawa, Kondo e Yoshio Tonouchi, malgrado quest'ultimo fu assassinato poco dopo la sua fondazione assieme a Tsuguo Iesato.

## Apparizioni nei media
La Shinsengumi gode di una certa popolarità tra i creatori manga e anime giapponesi. Sono molte le serie in cui compaiono, tra queste:
- in Le nuove avventure di Lupin III l'episodio numero 71, La colubrina d'oro, è incentrato sul gruppo Shinsengumi ad Hokkaidō.
- in Kenshin Samurai vagabondo uno dei personaggi, Saitō Hajime, è appunto un membro della Shinsengumi. Mentre il protagonista Kenshin Himura è stato per anni braccato dai membri della polizia di Kyoto.
- in Gintama la Shinsengumi (sotto forma di parodia) è la maggiore forza di polizia a Edo e dà la caccia a Katsura Kotarou e ai membri Joui (di cui fa parte), un gruppo di terroristi che vuole rovesciare lo shōgunato. La Shinsengumi si occupa anche di normali compiti della polizia ed i principali membri sono: il comandante Isao Kondou, il vice comandante Toshirou Hijikata e Okita Sōgo.
- in Peace Maker Kurogane i due protagonisti si danno un gran da fare pur di farsi assumere nella Shinsengumi. In questo anime vengono mostrati anche tutti i capisquadra.
- in The Last Kunoichi la protagonista si trova più di una volta ad affrontare prima Okita, poi Hijikata.
- BuShiDo, fumetto di Hiromoto Shi'ichi è incentrato sulle vicende di alcuni membri della Shinsengumi, successivamente allo scioglimento del gruppo, in particolare su Hijikata Toshizō.
- inoltre nel film Tabù - Gohatto, diretto da Nagisa Ōshima e interpretato da Takeshi Kitano, si narrano proprio le vicende inerenti alla vita svolta dai membri della Shinsengumi.
- nel manga Eastern Eastern la storia del protagonista s'intreccia con la Shinsengumi.
- la serie anime Hakuouki (2012), sebbene arricchita di elementi non storici (lotte tra umani,rasetsu e demoni, la presenza di una ragazza come voce narrante e protagonista assieme agli esistenti comandanti della Shinsengumi), racconta in maniera piuttosto semplice le vicende della Shinsengumi dal 1864 al 1869, mostrando inoltre i cambiamenti culturali e politici del Giappone dell'epoca.
- nel manga Golden Kamui, Hijikata Toshizou è uno dei protagonisti. Considerato deceduto per decenni, era stato invece incarcerato segretamente nella prigione di Abashiri.
- il film When the Last Sword is Drawn del regista Yōjirō Takita narra le vicende di due maestri di spada della Shinsengumi.
- Due dei Servant presenti in Fate/Grand Order, ovvero Hijikata Toshizou e Okita Souji, rispettivamente generale e capitano della Shinsegumi. Infatti nell'evento "GUDAGUDA Meiji Ishin" si scontreranno due fazioni: lo shogunato, guidato da Oda Nobunaga e la Shinsegumi, guidata da Hijikata Toshizou.
- Inazuma Eleven Go: Chrono Stone di Akihiro Hino e Atsuhiro Tomioka. Ragazzi di 14\15 anni che viaggiano nel tempo, e ad un certo punto arrivano nel periodo dello shogun, incontrando Souji Okita e Ryoma Sakamoto
- nel manga Drifters, Hijikata Toshizou è il principale avversario del protagonista Shimazu Toyohisa, antenato del Clan Shimazu contro cui Hijikata ha combattuto.
- nel manga di Record of Ragnarok, Souji Okita è uno degli umani che combatte al torneo del Ragnarok.
- nel videogioco Like a Dragon: Ishin!, spinoff della saga di Yakuza, il protagonista Sakamoto Ryoma, modellato con le sembianze del protagonista di Yakuza, Kazuma Kiryu, entra a far parte della Shinsengumi cambiando la propria identità in Hajime Saito.